# 東久留米郵便局
東久留米郵便局（ひがしくるめゆうびんきょく）は東京都東久留米市にある郵便局。民営化前の分類では集配普通郵便局であった。

## 概要
住所：〒203-8799 東京都東久留米市中央町1-1-44

## 沿革
- 1971年（昭和46年）9月20日 - 東久留米郵便局として[1]、東久留米市中央町一丁目に開局[2]。同時に田無郵便局（現・西東京郵便局）から東久留米市内全域の集配業務を移管される。
- 1976年（昭和51年）9月15日 - 風景入通信日付印の使用を開始。
- 1981年（昭和56年）9月1日 - 郵便番号を〒180-03から〒203に変更[3]。
- 1998年（平成10年）9月1日 - 外国通貨の両替および旅行小切手の売買に関する業務取扱を開始。
- 2007年（平成19年）10月1日 - 民営化に伴い、併設された郵便事業東久留米支店に一部業務を移管。
- 2012年（平成24年）10月1日 - 日本郵便株式会社発足に伴い、郵便事業東久留米支店を東久留米郵便局に統合。

## 取扱内容
- 郵便、印紙、ゆうパック、内容証明
- 貯金、為替、振替、振込、国際送金、外貨両替・トラベラーズチェック、国債、投資信託
- 生命保険、バイク自賠責保険、自動車保険、がん保険、引受条件緩和型医療保険
- ゆうちょ銀行ATM
- 東久留米市内の集配業務
- ゆうゆう窓口

## 周辺
- 東久留米市役所
- 東京消防庁東久留米消防署
- 東京学芸大学附属特別支援学校
- 東京都立東久留米総合高等学校
- 東久留米市立中央図書館
- 東久留米市立第三小学校

## アクセス
- 西武池袋線 東久留米駅から西へ約900m（徒歩約11分）
- 西武バス 東久留米郵便局停留所下車
- 関越自動車道 所沢ICから南へ約7.5km
- 駐車場あり：11台